# オリンピックサイズ・プール

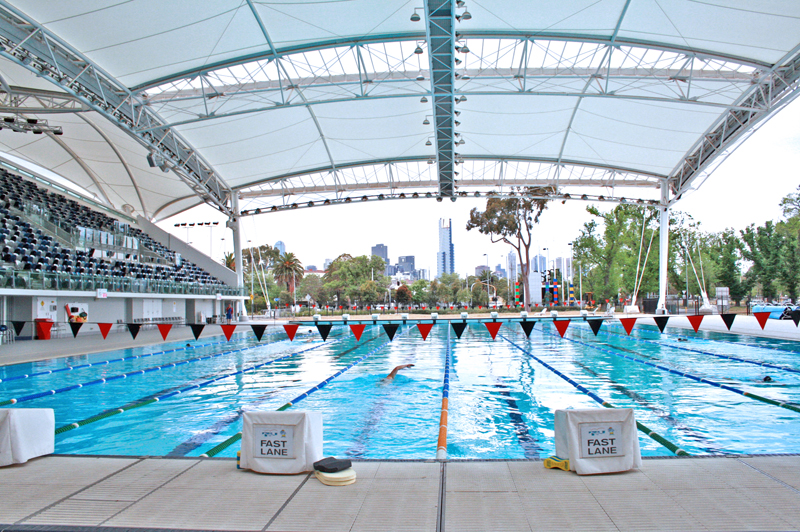
オーストラリアのメルボルンで開催された2006年コモンウェルスゲームズに使用されたオリンピックサイズ・プールとスターティング・ブロック

オリンピックサイズ・プール（Olympic-size swimming pool）は、近代オリンピックで使用されるプールの種類であり、長さ50mのレースコースである。これは、長さ25mの競技用プール（幅は通常50m）を「ショート・コース」とすると、これと比較して「ロング・コース」と呼ばれる。タッチパネルが競技中に使用される場合、世界水泳連盟の承認を得るため、2つのパネルの間隔を、25mか50m開けなければならない。これは、オリンピック・プールで使用されるタッチパネルは、一般にサイズが特大であることを示している。

## 仕様書
オリンピックサイズ・プールの世界水泳連盟の仕様書は、以下のとおりである。
| 長さ       | 50 m (164 ft) |
| 幅         | 25 m (82 ft) |
| 深さ       | FR 2 プール： 端から1 mと6 mの間は、最低1.35 m (4 ft 5 in) その他は最低1.0 m (3 ft 3 in) オリンピックや世界選手権用のFR 3 プール： 最低2.0 m (6 ft 7 in)、3.0 m (9.8 ft)が推奨される |
| レーン数   | 10 |
| レーンの幅 | 2.5 m (8 ft 2 in) |
| 水温       | 25–28 °C (77–82 °F) |
| 明るさ     | 最低 1500 ルクス (140 フートキャンドル) |
| 貯水量     | 推奨される2 mの深さに基づき、2,500,000 L (550,000 imp gal; 660,000 US gal) か2,500 m3 (88,000 cu ft)が一般に引用される。                                                             |

外側にある1レーンと8レーンは、幅2.5 m (8 ft 2 in)がなければならない。タッチパネルが使用される場合は、各レーンのパネルの間が50メートル (164 ft)必要とされる。スターティング・ブロックが使用される場合は、プールの端から1.0mから少なくとも6.0mまで、最低の深さが1.35m必要である。他の場所では、最低の深さが1.0mである。プールがオリンピックや世界選手権大会に使用される場合、最低の深さは2.0mまで増える。

標準なFINAロング・コース・プールの簡略図

FINAの2009年会議では、ルールが従来の8レーンから、競走用の10レーンが承認された。